# 鈴木庸夫
鈴木 庸夫（すずき つねお、1947年11月13日 - ）は、日本の法学者、弁護士。専門は行政法。明治学院大学教授、千葉大学名誉教授。シドニー大学名誉客員教授、国立国会図書館事務文書開示審査会会長、参議院事務文書公開苦情処理委会会長代理、千葉市情報公開審査会会長、千葉県政策法務アドバイザー等も歴任した。

## 人物・経歴
1973年一橋大学大学院法学研究科公法専攻修士課程修了。指導教官は市原昌三郎。1976年同博士課程単位取得満期退学、千葉大学教養学部講師。1979年同助教授。1994年千葉大学法経学部助教授。1996年同教授。1997年シドニー大学名誉客員教授。
2007年千葉大学大学院専門法務研究科教授。2013年千葉大学名誉教授の称号を受け、明治学院大学大学院法務職研究科教授に就任するとともに、弁護士登録し、千葉市の真田綜合法律事務所に入所。専攻は行政法、地方自治、統計法、オーストラリア行政法など。2017年シー・エス・ランバー取締役
国立国会図書館事務文書開示審査会会長、参議院事務文書公開苦情処理委員会会長代理、千葉市情報公開審査会会長、千葉県政策法務アドバイザー、千葉大学法務室顧問弁護士、人事院や自治大学校の講師なども歴任した。指導学生に田中良弘一橋大学大学院法学研究科教授等がいる。

## 著書
- 『目で見る行政法教材』（石川敏行, 山下淳と共編著）有斐閣 1993年
- 『開発規制と条例・要綱 : 土地所有権の公共性と規制手法』地方自治総合研究所 1994年
- 『変革期を迎えた情報公開制度の設計と運用 : 情報公開法とこれからの自治体条例』（後藤仁と共同監修）地域科学研究会 1999年
- 『どう変わる？どうつくる?第2期地方分権改革条例の策定と審議 : 自治体規模別に改正法を解説』イマジン出版 2012年